# 猶太教重建派

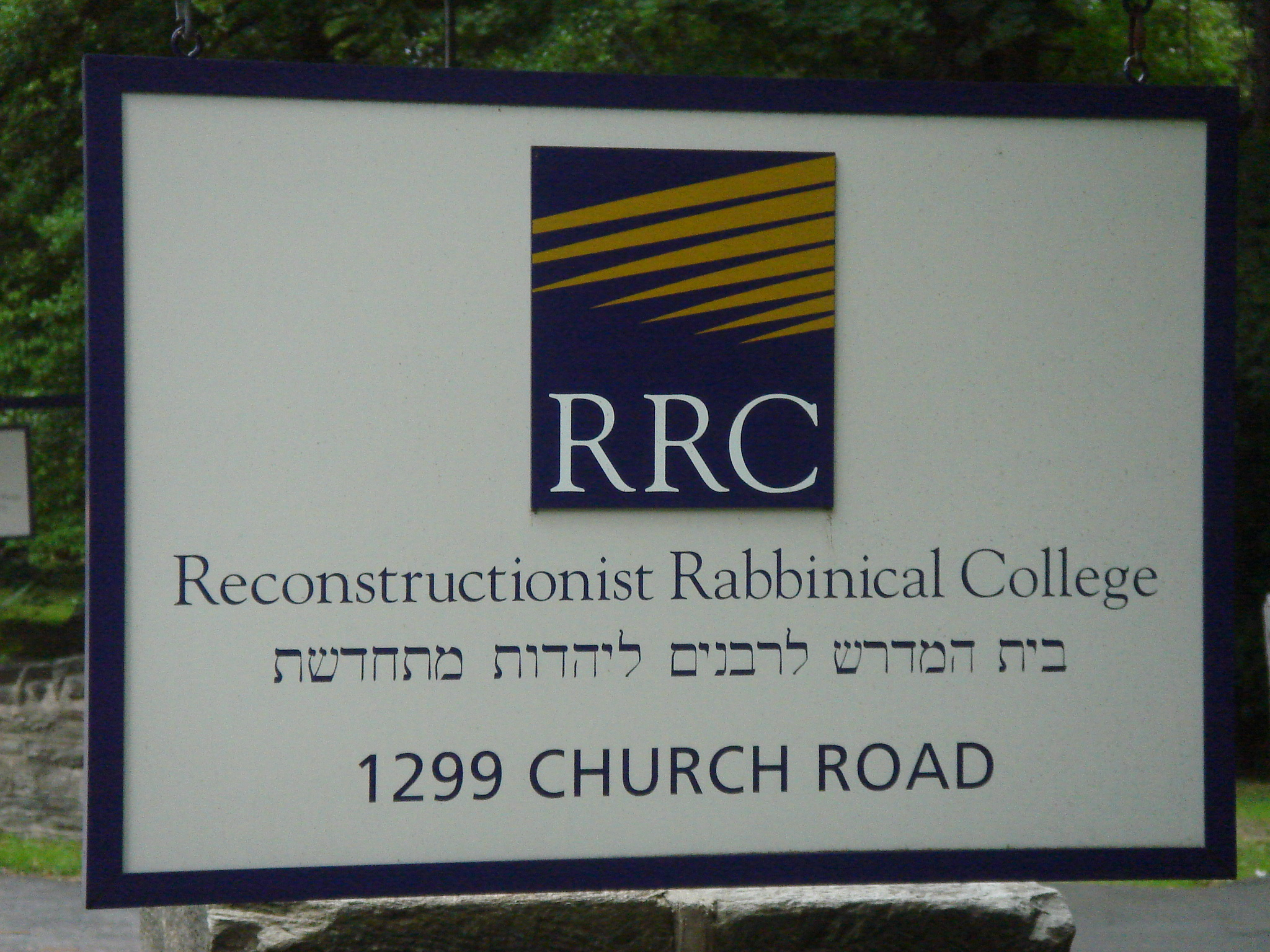
猶太教重建派拉比學院

猶太教重建派，是一個現代猶太人運動，將猶太教視為一個逐漸發展的文明。這一教派基於莫德采科普蘭的概念發展，原本是猶太教保守派內部的一個流派，自1920年代後期開始發展，並在1955年自保守派分離，在1967年創建了拉比學院。在美國和加拿大有超過100個猶太會堂屬於猶太教重建派。

## 外部連結
- Jewish Reconstructionist Communities （页面存档备份，存于）
- Reconstructionist Rabbinical College （页面存档备份，存于）
- Reconstructionist Rabbinical Association （页面存档备份，存于）